# Confessionale (Fantoni)
Il Confessionale è una scultura in legno di noce e di bosso conservata presso la basilica di Santa Maria Maggiore di Bergamo realizzata nel 1705 da Andrea Fantoni.

## Storia
Lo scultore del legno Andrea Fantoni dell'importante famiglia Fantoni di Rovetta, nel 1704 si trovava a Venezia quando fu invitato da don Pietro Mazza, canonico della cattedrale di Sant'Alessandro di fare ritorno a Bergamo perché voleva commissionargli alcuni lavori tra questi un confessionale, e dovevano essere dati in dono al vescovo di Bergamo Luigi Ruzzini. La missiva fu inviata il 31 marzo alla città lagunare.

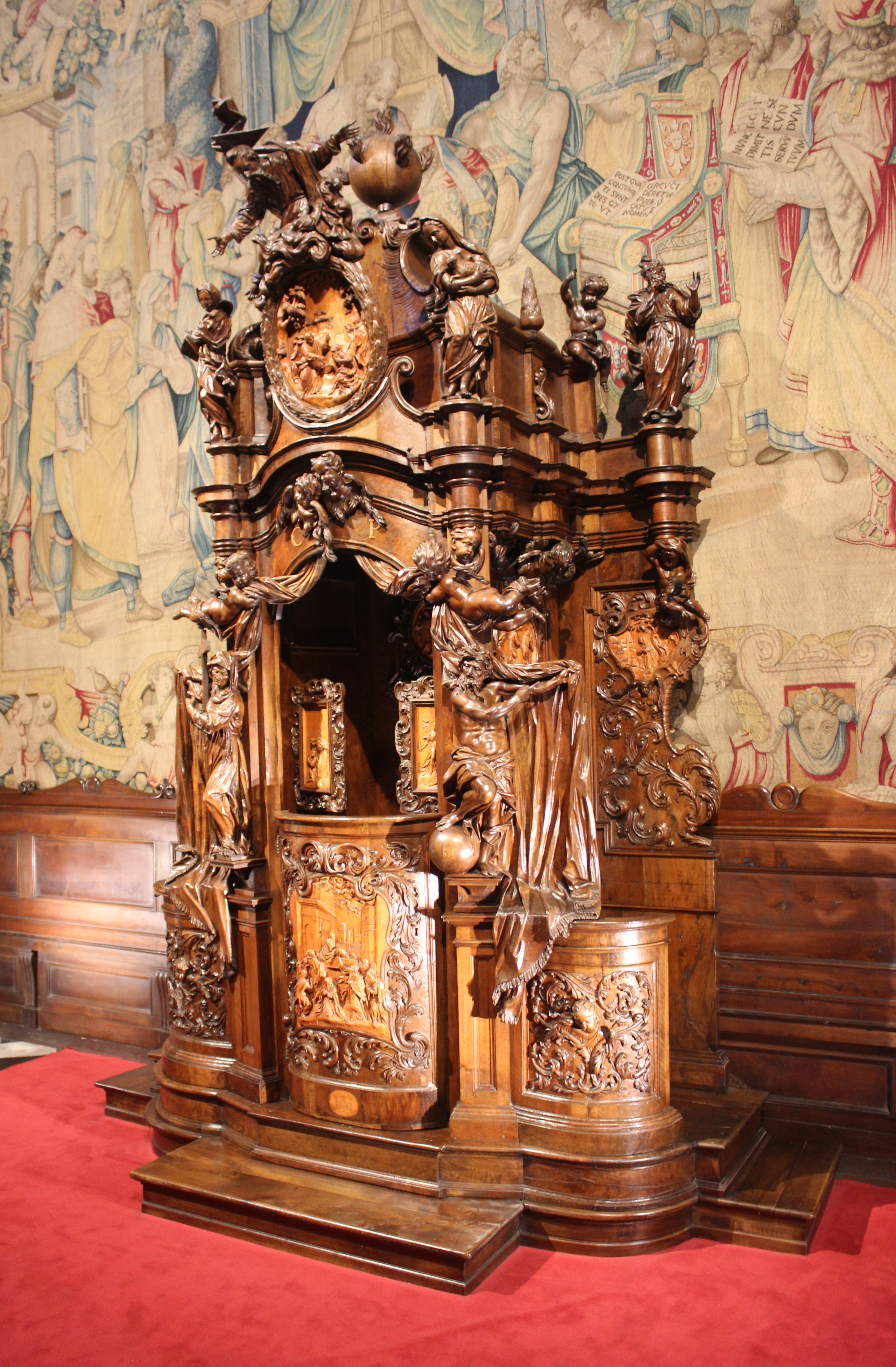
Laterale del confessionale di Andrea Fantoni

Il contratto fu stipulato con il fratello di Andrea, Donato, ma realizzato senza la sua collaborazione, terminato e consegnato il 25 marzo 1705 von un pagamento di 100 filippi. Il manufatto fu portato nella basilica alessandrina dove rimase per un breve periodo godendo dell'ammirazione di tutti i cittadini, dovendo poi essere donato alla parrocchia di Zandobbio. Nel 1898 esposto nella basilica mariana in occasione di una mostra e successivamente acquistato dai sindaci della fondazione MIA per essere esposto è conservato sulla parte terminate della navata di destra dell'aula.

## Descrizione
Don Pietro Mazza fu anche colui che guidò l'artista nella realizzazione dell'opera sotto il profilo teologico, perché il confessionale non doveva essere solo un'opera artistica ma anche una guida teologica al sacramento confessionale.
Il manufatto presenta un vano centrale aperto per il prelato dedicato al sacramento della confessione, e due apertura laterali per i fedeli penitenti. Nella parte superiore vi è il globo terracqueo con sette fiamme, raffigurazione del mondo acceso d'amore, dell'amore portato dal Cristo. La colomba simbolo dello Spirito Santo è posto sopra il sedile del confessore.
L'opera ha una lettura iconografica sia verticale che orizzontale. Quella verticale spiega la teologia del sacramento della penitenza, con la raffigurazione di Dio Padre posta nella parte superiore che si sporge con le braccia aperte in segno di attesa e accoglienza di quel figlio che peccatore si era allontanato. Segue scendendo il medaglione dove è raffigurato Gesù che consegna le chiavi della Chiesa a san Pietro. Seguono poi due formelle che raccontano come il sacramento del perdono è come l'acqua che ridà la vita nel deserto, vi è infatti nello schienale la scena di Mosè che fa scaturire l'acqua dalla roccia, e così come è stato di salvezza il gesto dell'antico Testamento, così è l'effetto del sacramento confessionale per il penitente. Segue, nella parte inferiore, la formella che raffigura la risurrezione del figlio della vedova di Nain, un chiaro riferimento alla seconda possibilità di vita concessa anche grazie al sacramento.
La lettura orizzontale dell'opera raffigura le virtù del confessore e quelle del penitente. Le prime sono rappresentate da quattro statue poste nella cimasa dell'opera- Da sinistra a destra vi sono la “prudenza”, la “sapienza”, la “mitezza”, e l'immagine del “silenzio” raffigurata in un uomo che pone il dito sulle labbra. Il penitente è rappresentato nelle due figure che sono inserite ai lati dell'accesso del confessionale, e sono la “contrizione” con l'immagine di una donna che regge una croce, e il “Contemptus mundi” figura maschile che schiaccia il mondo sotto ai suoi piedi. Le antelle che chiudono l'accesso centrale, rappresentano la “misericordia” e la “giustizia” che devono essere del giudice confessore. Due medaglioni sono posti dove si posa il penitente e raffigurano la flagellazione e la deposizione dalla croce di Cristo. Il confessionale è completo di angeli come segno della gioia del cielo quando un peccatore si pente e torna alla casa del Padre.